# Fövenyboróka
A fövenyboróka (Juniperus conferta, illetve Juniperus litoralis) a ciprusfélék családjába tartozó örökzöld növényfaj. Néha a mandzsu boróka (Juniperus rigida) változatának vagy alfajának tekintik.

## Előfordulása
Vadon a japán szigetektől Szahalinig a tengerparti homokdűnéken és azok környezetében él, de egyre többfelé termesztik.

## Megjelenése
Nyitvatermő cserje. Törzse elágazó; hosszan kúszó hajtásai több rétegben egymásra nőnek.
Kérge barna, repedezett.
Szürkészöld tűlevelei hármas örvökben állnak. A szélük ép, a csúcsuk hegyes.
Tobozbogyója gömbölyű vagy hengeres alakú, éretten a viaszos bevonattól hamvas kék.

## Életmódja, termőhelye
A szubtrópusi éghajlatot kedveli; fényigénye a közepesnél nagyobb. A szikes, sós talajt jól tűri.

## Felhasználása
„Szőnyegszerűen” terjeszkedik, ezért kiváló talajtakaró cserje.

### Termesztett fajták

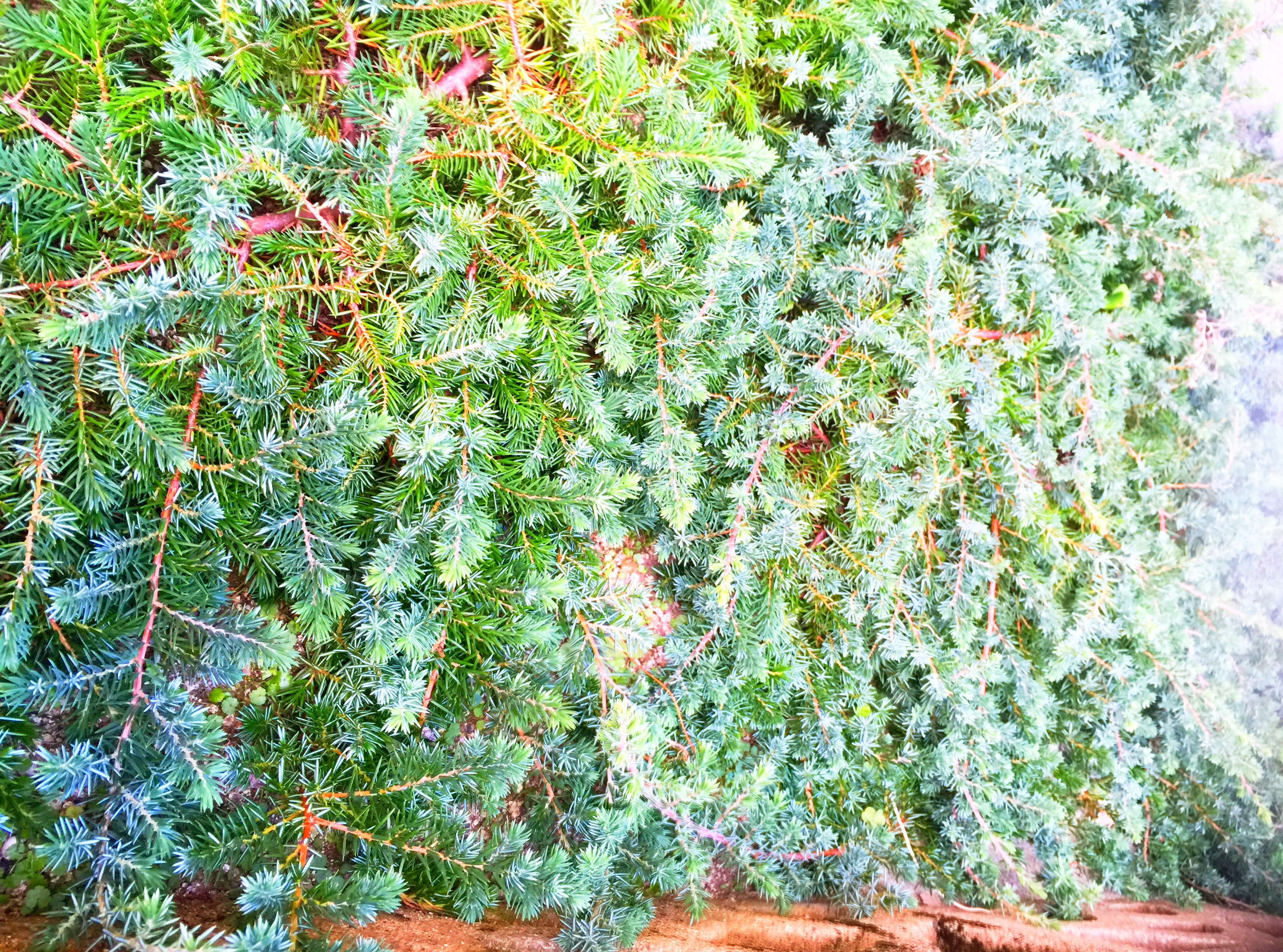
Blue Pacific

- Juniperus conferta ‘Blue Pacific’ (Kékes fövenyboróka) – Kékes lombszínű változat. Elég gyorsan nő, hajtásai gyorsan bokrosodnak. A fiatalabb hajtások barnák, a fiatal levelek kékesszürkék. Leveleinek fonákja jellegzetesen hamvas, ezüstös. A párás, félárnyékos helyeket kedveli.
- Juniperus conferta ‘Schlager’ – kiváló talajtakaró.